# Molí del Badia
El Molí del Badia és una obra de Riudecanyes (Baix Camp) inclosa a l'Inventari del Patrimoni Arquitectònic de Catalunya.

## Descripció
Situat a la zona dels molins de Riudecanyes, se sap que va estar en funcionament fins a principis del segle xx.
L'edifici es conserva en bon estat, tot i que ha sofert modificacions i afegits al llarg del temps. Es tracta d'una estructura arqutiectònica alçada amb pedra escairada i morter. Resten també altres elements de la infraestructura hidràulica, com la bassa o l'obertura que donava pas a l'aigua d'aquesta, en forma d'arc de blocs de pedra treballada disposats a sardinell.
L'edifici adjacent és posterior.